# Eberhard von Schmettow
Eberhard comte von Schmettow (né le 17 septembre 1861 à Halberstadt et mort le 31 janvier 1935 à Görlitz) est un lieutenant général prussien pendant la Première Guerre mondiale et adjudant général de l'empereur allemand Guillaume II.

## Biographie

### Origine
Comme son cousin Egon, il est issu de l'ancienne famille noble silésienne des von Schmettow. Ses parents Maximilian comte von Schmettow (1824-1886) et Adele Emilie Klothilde, née von Usedom (de) (1840-1895) et ils ont cinq enfants.

### Carrière militaire

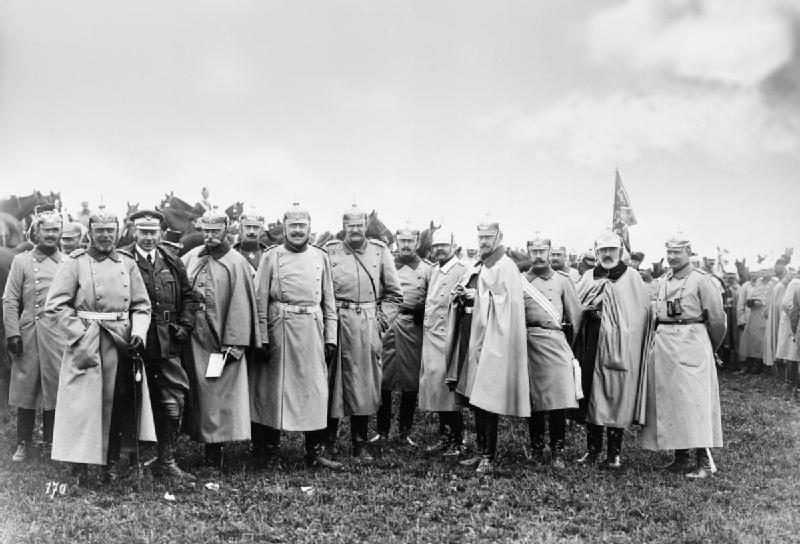
Schmettow (cinquième à partir de la gauche) lors de la manœuvre impériale en 1905

Schmettow quitte l'école des cadets le 16 avril 1881 pour le 2e régiment d'uhlans de la Garde de l'armée prussienne et est promu sous-lieutenant. Il y sert plus tard comme adjudant de régiment, avant d'être affecté en mars 1891 à la 4e brigade de cavalerie de la Garde comme adjudant. En tant que Rittmeister, Schmettow sert ensuite au Grand État-Major général. Par la suite, il est affecté en tant que chef d'escadron dans le 6e régiment de cuirassiers. Cette affection est suivie d'un poste de premier officier d'état-major dans la 29e division d'infanterie. En 1901, Schmettow sert comme premier adjudant du chef d'état-major général de l'armée, Alfred von Schlieffen. Puis, en 1902, il est nommé adjudant d'escadre de l'empereur Guillaume II. De 1906 à 1911, il commande le 1er régiment de cuirassiers à Breslau. À partir de février 1911, il commande la 5e brigade de cavalerie à Francfort-sur-l'Oder. À partir de 1912, Schmettow est le commandant de la brigade de hussards du Corps à Dantzig-Langfuhr.
Au début de la Première Guerre mondiale, Schmettow commande la 9e division de cavalerie utilisée sur le front occidental. En novembre 1914, la division s'installe sur le front de l'Est, où elle combat initialement en Pologne au sein de la 9e armée. Le 11 juin 1915, il prend la tête de la  8e division de cavalerie, qu'il commande jusqu'au début du mois d'août 1916. Schmettow se voit alors confier brièvement le commandement de la 195e division d'infanterie nouvellement formée.
Après avoir été promu au grade de lieutenant général le 18 août 1916, il reçoit l'ordre d'entrée en guerre la Roumanie le 31 août et est nommé commandant de la 3e division de cavalerie  stationnée en Transylvanie, est réorganisé le lendemain sous le nom de corps de cavalerie  Schmettow. Sa propre 3e division de cavalerie - ainsi que la 1re division de cavalerie austro-hongroise - sont affectées à cette grande unité. Lors de la bataille de Sibiu (de), il couvre l'aile gauche de la 9e armée en combattant avec succès les attaques roumaines. Pour sécuriser le flanc droit du groupe Kühne luttant près de Târgu Jiu, la cavalerie de Schmettow, composée désormais des 6e et 7e division de cavalerie avance en Valachie vers Craiova. Début décembre, sa cavalerie intervient dans la bataille de l'Argeș et participe également à la prise de Bucarest. Pour cela, Schmettow reçoit l'ordre Pour le Mérite le 11 décembre 1916.
L'état-major de son corps est transformé en 65e corps le 11 janvier 1917 et transféré sur le front ouest. En avril 1917, son commandement général participe à la bataille du Chemin des Dames avec la 1re armée en tant que "Gruppe Sissonne". Fin mai 1918, le groupe Schmettow participe troisième bataille de l'Aisne avec la 7e armée. Schmettow est décoré des feuilles de chêne pour l'ordre Pour le Mérite le 4 août 1918 pour ses services dans la bataille défensive entre la Marne et la Vesle.
Après l'armistice de Compiègne, il rentre chez lui avec les restes de ses troupes, où il présente sa démission après la démobilisation de son commandement général. Schmettow est alors d'abord transféré aux officiers de l'armée puis libéré du service militaire en février 1919.

### Famille
Schmettow est marié à Agnes von Rundstedt (de) (1870-1949). En plus du futur lieutenant général Rudolf von Schmettow (en) (1891-1970), il a un autre fils, le lieutenant Rudolf Maximilian (1889-1918) et les filles Hermy (née en 1892), Viktoria (née en 1896) et Clothilde (née en 1900).

## Récompenses
- Ordre de l'Aigle rouge de 3e classe avec ruban et couronne[1]
- Ordre de la Couronne de 2e classe[1]
- Croix de chevalier de l'ordre de la maison royale des Hohenzollern[1]
- Chevalier de Justice de l'ordre de Saint-Jean[1]
- Croix de récompense de service[1]
- Croix de chevalier de l'ordre de Berthold Ier[1]
- Commandeur de 2e classe de l'ordre d'Henri le Lion[1]
- Croix d'honneur de l'ordre Grand-Ducal du Mérite de Hesse[1]
- Croix d'honneur de l'ordre du Griffon[1]
- Officier d'honneur de la Croix de la Maison d'Oldenbourg et Ordre du Mérite du duc Pierre-Frédéric-Louis[1]
- Croix d'officier de l'ordre d'Albert[1]
- Commandeur de 2e classe de l'ordre du Faucon blanc[1]
- Croix d'honneur de 2e classe de l'ordre de la Maison de Lippe[1]
- Croix de chevalier avec lions de l'ordre de la Couronne de Wurtemberg[1]
- Croix d'officier de l'ordre de Saint-Alexandre[1]
- Commandant de 2e classe de l'ordre de Dannebrog[1]
- Commandeur de l'ordre royal de Victoria[1]
- Chevalier de l'ordre des Saints-Maurice-et-Lazare[1]
- Commandeur de l'ordre de la Couronne d'Italie[1]
- Ordre de la Couronne de fer de 2e classe[1]
- Ordre de Saint-Stanislas de 3e classe[1]
- Ordre du mérite militaire espagnol de 2e classe[1]
- Croix de fer (1914) 2e et 1re classe